# Dorcatomophaga westi
Dorcatomophaga westi är en stekelart som beskrevs av Kryger 1951. Dorcatomophaga westi ingår i släktet Dorcatomophaga och familjen puppglanssteklar.
Artens utbredningsområde är:
- Danmark.
- Sverige.

Arten är reproducerande i Sverige. Inga underarter finns listade i Catalogue of Life.